# Mosè Marcia
Mosè Marcia (ur. 10 października 1943 w San Sperate) – włoski duchowny rzymskokatolicki, biskup Nuoro w latach 2011–2019.

## Życiorys
Święcenia prezbiteratu przyjął 17 lipca 1973 z rąk Giuseppe Bonfigioliego i został inkardynowany do diecezji Cagliari. W latach 1973–1984 pełnił obowiązki sekretarza arcybiskupa Bonfigioliego, następnie mianowany został rektorem seminarium duchownego, który to urząd piastował do 1991. Po pracy parafialnej, w 1999 objął urząd ekonoma archidiecezjalnego. 3 czerwca 2006 Benedykt XVI mianował go biskupem pomocniczym archidiecezji Cagliari, przydzielając mu stolicę tytularną Vardimissa. Sakrę przyjął 8 września 2006 z rąk ówczesnego metropolity Cagliari, Giuseppe Maniego. Po przejściu na emeryturę bpa Pietro Meloniego został mianowany kolejnym ordynariuszem Nuoro. Diecezję objął 19 lipca 2011.
2 lipca 2019 przeszedł na emeryturę.